# A Royal Night – Ein königliches Vergnügen
A Royal Night – Ein königliches Vergnügen (Originaltitel: A Royal Night Out) ist eine britische Filmkomödie des Regisseurs Julian Jarrold aus dem Jahr 2015. Das Drehbuch schrieben Trevor de Silva und Kevin Hood. Sarah Gadon spielt in dem Film die junge Prinzessin Elisabeth, die mit ihrer Schwester Prinzessin Margaret (Bel Powley) den Buckingham Palace verlässt, um an den Feierlichkeiten für den VE-Day teilzunehmen.

## Handlung
8. Mai 1945: Die Welt feiert den Sieg über Hitlerdeutschland. Die beiden Prinzessinnen Elisabeth und Margaret erhalten die Erlaubnis ihres Vaters, König George VI., an den Feierlichkeiten anlässlich des Kriegsendes in London teilzunehmen. Er wünscht sich von Elisabeth einen authentischen Bericht über die Stimmung des Volkes und die Meinung der Menschen über seine Mitternachtsansprache im Radio.
Die Prinzessinnen sollen um ein Uhr wieder im Buckingham Palace zurück sein. Außerdem werden ihnen zwei Offiziere als Begleitpersonen zur Seite gestellt.
Margaret, die schon bald von ihrer Begleitung gelangweilt ist, gelingt es, den Aufsichtspersonen zu entkommen. Elisabeth folgt ihrer jüngeren Schwester. Da die Schwestern im Trubel verschiedene Busse besteigen, werden sie voneinander getrennt. In Begleitung eines Marineoffiziers betritt Margaret eine Welt voller Nachtclubs, Glücksspiele und Alkohol. Unterdessen lernt Elisabeth auf der Suche nach Margaret einen Piloten kennen, der fahnenflüchtig ist und mit dem sie ihre eigenen Abenteuer erlebt.
Die Schwestern kehren entgegen den Vereinbarungen mit ihren Eltern erst in den frühen Morgenstunden in den Buckingham Palace zurück.

## Bezug zu den wirklichen Ereignissen
Die beiden Offiziere, die die jungen Prinzessinnen Elisabeth und Margaret begleiten, und der Pilot sind erfunden. In Wirklichkeit verließen die beiden Prinzessinnen den Palast um 22 Uhr mit einer organisierten Gruppe von 16 Leuten, um sich unter die Feiernden zu mischen, und kehrten um 1 Uhr zurück.
Filmstarts.de meinte, dass der Film an manchen Stellen zu didaktisch sei.

## Besetzung und Synchronisation
Die Synchronisation des Films wurde bei der Christa Kistner Synchronproduktion nach einem Dialogbuch von Bianca Krahl unter der Dialogregie von Martina Treger erstellt.
| Darsteller           | Synchronsprecher   | Rolle                     |
| -------------------- | ------------------ | ------------------------- |
| Sarah Gadon          | Luisa Wietzorek    | Prinzessin Elisabeth      |
| Bel Powley           | Lina Rabea Mohr    | Prinzessin Margaret       |
| Emily Watson         | Sabine Falkenberg  | Königin Elisabeth         |
| Rupert Everett       | Tom Vogt           | König George VI.          |
| Jack Reynor          | Tobias Nath        | Jack                      |
| Fiona Skinner        | Mareile Moeller    | Annie                     |
| Geoffrey Streatfeild | Bernd Vollbrecht   | Jeffers                   |
| Ruth Sheen           | Monica Bielenstein | Joan Hodges, Jacks Mutter |
| Jack Gordon          | Felix Spieß        | Lieutenant Burridge       |
| Jack Laskey          | Karlo Hackenberger | Captain Pryce             |
| Samantha Baines      | Marion Musiol      | Mary                      |
| Mark Hadfield        | Jan Kurbjuweit     | Mickey                    |
| Sophia Di Martino    | Anna Grisebach     | Phoebe                    |
| Rab Affleck          | Klaus Lochthove    | Raymond                   |
| Roger Allam          | Axel Lutter        | Stan                      |
| Chloe Collingwood    | Marion Musiol      | Wren                      |
| Tim Potter           | Matthias Klages    | Zollbeamter               |

## Produktion
Der Film lief am 8. Mai 2015 in den britischen Kinos an. Der deutsche Kinostart erfolgte am 1. Oktober 2015, der US-amerikanische Kinostart am 4. Dezember 2015. Die DVD erschien im Vereinigten Königreich am 7. September 2015, in Deutschland am 16. Februar 2016 und in den USA am 3. Mai 2016.
In Deutschland wurde der Film vom Concorde Filmverleih vertrieben.
Die Dreharbeiten des Films begannen im April 2014 und dauerten sechs Wochen. Sie fanden unter anderem in London sowie im nordenglischen Hull statt.
Die Filmszenen, die im Buckingham Palace spielen, wurden im Chatsworth House in Derbyshire und im Belvoir Castle in Leicestershire gedreht. Weitere Innenaufnahmen entstanden in Brüssel im Hotel Metropole, das als Kulisse für das Londoner Hotel Ritz diente.

## Kritiken
Bei Rotten Tomatoes hat der Film eine positive Bewertung von 73 Prozent auf der Basis von 51 Bewertungen mit einer Durchschnittsbewertung von 5,8 von 10 Punkten. Metacritic gibt eine Bewertung 59 von 100 Punkten auf der Basis von 16 Kritiken. Der Filmdienst lobt die „fulminante[] Hauptdarstellerin“ und nennt den Film eine „[e]infallsreiche Screwball-Komödie, die auf höchst amüsante Weise ein ‚Was wäre wenn‘-Szenario mit der britischen Königsfamilie entfaltet.“

## Auszeichnungen
British Independent Film Awards 2015
- Nominierung als Bester Newcomer (Bel Powley)[11]

Hamptons International Film Festival 2015
- Auszeichnung als Breakthrough Performer (Bel Powley)[11]

Die Deutsche Film- und Medienbewertung FBW in Wiesbaden verlieh dem Film das Prädikat besonders wertvoll.